# Dziurków
Dziurków (prononciation : [ˈd͡ʑurkuf]) est un village polonais de la gmina de Solec nad Wisłą dans le powiat de Lipsko de la voïvodie de Mazovie dans le centre-est de la Pologne.
Il se situe à environ 4 kilomètres au nord-ouest de Solec nad Wisłą (siège de la gmina), 5 kilomètres à l'est de Lipsko (siège du powiat) et à 129 kilomètres au sud-est de Varsovie (capitale de la Pologne).

## Histoire
De 1975 à 1998, le village appartenait administrativement à la voïvodie de Radom.